# Bolu (prowincja)
Prowincja Bolu (tur. Bolu ili) – jednostka administracyjna w północno-zachodniej Turcji (Region Morze Czarne – Karadeniz Bölgesi), leżąca na obszarze starożytnej Bitynii.

## Dystrykty

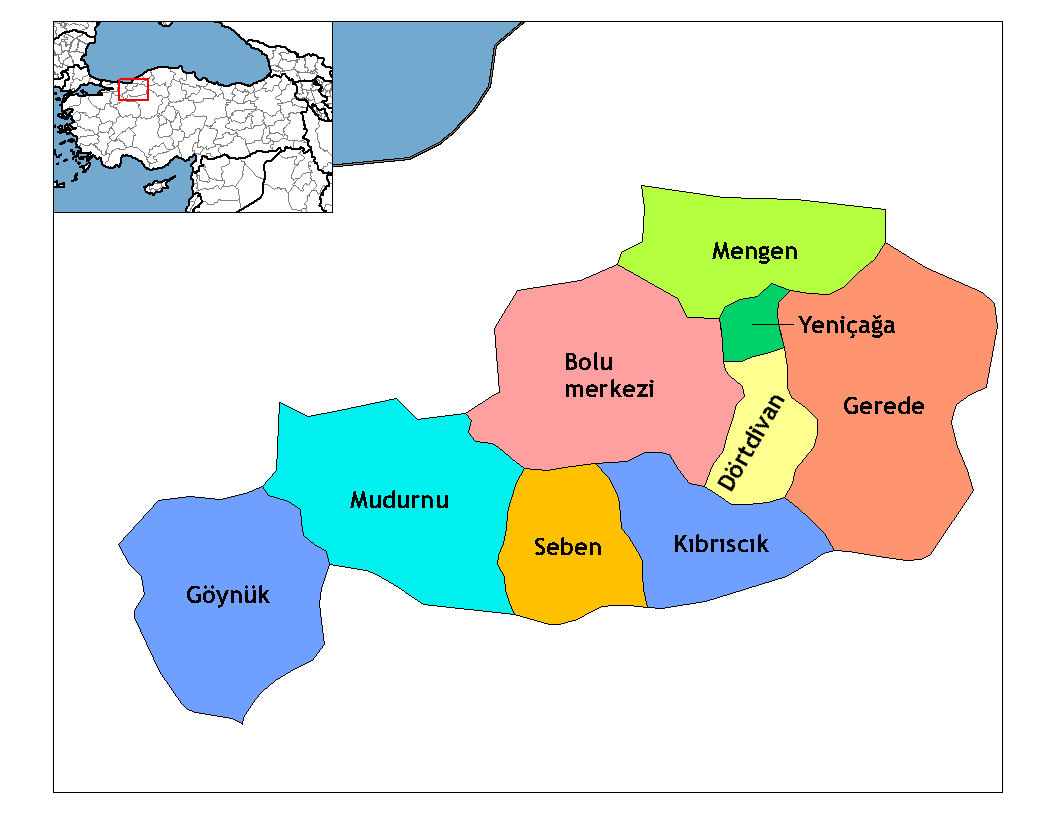
Dystrykty w prowincji Bolu

Prowincja Bolu dzieli się na dziewięć dystryktów:
- Bolu
- Dörtdivan
- Gerede
- Göynük
- Kıbrıscık
- Mengen
- Mudurnu
- Seben
- Yeniçağa